# Église Saint-Antoine de Strasbourg
Pour les articles homonymes, voir Église Saint-Antoine.
L'église Saint-Antoine est une église catholique située rue de Hurtigheim face à la place Saint-Antoine dans le quartier de Cronenbourg à Strasbourg.